# Chusquea guirigayensis
Chusquea guirigayensis là một loài thực vật có hoa trong họ Hòa thảo. Loài này được M. Niño, L.G. Clark & Dorr mô tả khoa học đầu tiên năm 2006.